# Harriet Brooks
Harriet Brooks (ur. 2 lipca 1876, zm. 17 kwietnia 1933) – kanadyjska fizyczka, pionierka w dziedzinie fizyki jądrowej. Odkryła, że w wyniku rozpadu toru powstaje inny pierwiastek chemiczny – radioaktywny gaz radon. Jako pierwsza próbowała określić jego ciężar atomowy. Odkryła także zjawisko „odrzutu atomu radioaktywnego”. Wyniki jej badań przyczyniły się do lepszego zrozumienia radioaktywności i budowy atomu.

## Życiorys
Urodziła się w niezamożnej rodzinie w Exeter w prowincji Ontario w Kanadzie jako trzecie z dziewięciorga dzieci George’a i Elizabeth z domu Warden. George był właścicielem młyna; po jego spłonięciu został komiwojażerem. Po wielu przeprowadzkach rodzina osiadła  w Montrealu.
W 1894 Brooks wstąpiła na Uniwersytet McGilla. W 1898 otrzymała tytuł bakałarza w dziedzinie matematyki i fizyki, wraz z wieloma nagrodami i wyróżnieniami, a także stypendium na kontynuowanie studiów na poziomie magisterskim.
Pod kierunkiem Ernesta Rutherforda studiowała elektryczność i magnetyzm. W 1901 obroniła pracę magisterską. Była pierwszą kobietą, która uzyskała tytuł magistra na  Uniwersytecie McGilla. W 1899, jeszcze w czasie studiów, opublikowała swój pierwszy artykuł naukowy w „Transactions of the Canadian Section of the Royal Society”. Otrzymała propozycję nauczania w Royal Victoria College, nowo utworzonym college’u dla kobiet, będącym filią Uniwersytetu McGilla.
Po ukończeniu studiów została asystentką Rutherforda, z którym badała zjawisko promieniotwórczości. Odkryła wówczas, że gaz, który się wydziela podczas rozpadu toru, nie jest inną  formą toru, lecz zupełnie innym pierwiastkiem, radonem. Wyniki badań Brooks i Rutherforda zostały opublikowane w 1901 i 1902 w „Royal Society Transactions” oraz w „Philosophical Magazine”.
W 1901 wydział fizyki w Bryn Mawr College w Pensylwanii zaoferował jej stypendium doktoranckie. Prowadząc badania w Bryn Mawr College zdobyła stypendium na kontynuowanie studiów w Europie (President’s European Fellowship). Dzięki wstawiennictwu Rutherforda, z którym pozostawała w listownym kontakcie, J.J. Thompson przyjął ją do Laboratorium Cavendisha przy Uniwersytecie w Cambridge. Była pierwszą kobietą, której pozwolono prowadzić tam badania. Dokonała wówczas pierwszego pomiaru czasu połowicznego rozpadu radonu.
Po powrocie do Kanady kontynuowała badania nad promieniotwórczością, których wyniki opublikowała w 1904. Zaobserwowała, że nieradioaktywna płytka umieszczona w pojemniku radioaktywnym staje się radioaktywna. W ten sposób odkryła, że emisja cząstki alfa przez jądro atomowe powoduje odrzut jądra potomnego (powstałego w wyniku takiego rozpadu) w przeciwnym kierunku – często z energią wystarczającą, aby uciec z powierzchni materiału i osadzić się na włożonej płycie (odkrycie tego zjawiska przypisał sobie później Otto Hahn).
W 1905 objęła stanowisko wykładowczyni w Barnard College w Nowym Jorku. Gdy w następnym roku zaręczyła się z profesorem fizyki Bergenem Davisem z Columbia University, spotkała się z dezaprobatą ze strony zarządu uczelni. Mimo że zerwała zaręczyny, by móc pozostać w Barnard College, nie czuła się na siłach, by kontynuować pracę.
Pod koniec 1906 wyjechała do Summerbrook w górach Adirondacks, by odpocząć w komunie prowadzonej przez parę socjalistów Johna i Prestonię Martinów. Poznała tam Maksyma Gorkiego, jego drugą żonę i adoptowanego syna. W październiku 1906 cała grupa, łącznie z Brooks, przeniosła się na wyspę Capri we Włoszech. Stamtąd Brooks pojechała do Paryża i podjęła pracę w Instytucie Radowym prowadzonym przez Marię Curie. W tym czasie Rutherford przeprowadził się do Manchesteru i zaoferował Brooks współpracę. Brooks początkowo zaakceptowała propozycję Rutherforda. Niedługo później zmieniła jednak plany i w lipcu 1907 wyszła w Londynie za mąż za Franka Pitchera.
Zrezygnowała z pracy naukowej, poświęciła się rodzinie. Urodziła troje dzieci, z których tylko jedno dożyło wieku dorosłego; córka Barbara Anne zmarła na zapalenie opon mózgowych, syn Charles Roger popełnił samobójstwo. Brooks zmarła w wieku 57 lat prawdopodobnie na białaczkę.
Chociaż kariera naukowa Harriet Brooks trwała zaledwie 13 lat, jej badania naukowe były ważnym wkładem w rozwój fizyki jądrowej, co zostało docenione dopiero w latach 1980. Na jej cześć nazwano laboratorium badań jądrowych należące do Canadian Nuclear Laboratories.